# Ілійський район
Ілі́йський район (каз. Іле ауданы, рос. Илийский район) — адміністративна одиниця у складі Алматинської області Казахстану. Адміністративний центр — село Отеген-батира.

## Населення
Населення — 213064 особи (2021; 134781 у 2009, 91986 у 1999, 95039 у 1989).
Національний склад (станом на 2010 рік):
- казахи — 89821 особа (58,28%)
- росіяни — 42076 осіб (27,30%)
- курди — 4447 осіб (2,89%)
- азербайджанці — 2779 осіб (1,80%)
- уйгури — 2537 осіб (1,65%)
- турки — 2283 особи (1,48%)
- німці — 2116 осіб (1,37%)
- українці — 1777 осіб (1,15%)
- татари — 1423 особи (0,92%)
- корейці — 1380 осіб (0,90%)
- узбеки — 455 осіб
- поляки — 367 осіб
- білоруси — 277 осіб
- киргизи — 233 особи
- чеченці — 151 особа
- дунгани — 146 осіб
- греки — 73 особи
- інші — 1783 особи

## Історія
Утворений 1969 року. 1997 року до складу району увійшла територія ліквідованого Куртинського району — Куртинський сільський округ.
1998 року територія площею 165,66 км² та село Арна Жетигенського сільського округу були передані до складу Капчагайської міської адміністрації. 2023 року до складу Жетигенського сільського округу було включено територію площею 27,17 км² Кайнарського сільського округу, територію площею 86,19 км² Нуринського сільського округу, територію площею 7,17 км² Туздибастауського сільського округу Талгарського району, Зарічний сільський округ з селами Арна, Зарічне та площею 109,62 км² Конаєвської міської адміністрації. Тоді ж Жетигенський сільський округ був перетворений в Жетигенську сільську адміністрацію. 2024 року Жетигенська сільська адміністрація була перетворена в Алатауську міську адміністрацію обласного підпорядкування та виведена зі складу району.

## Склад
До складу району входять 8 сільських округів та 1 селищна адміністрація:
| Округ/адміністрація                | Площа, км² | Населення, осіб (1989) | Населення, осіб (1999) | Населення, осіб (2009) | Населення, осіб (2021) | Центр                  | Населені пункти |
| ---------------------------------- | ---------- | ---------------------- | ---------------------- | ---------------------- | ---------------------- | ---------------------- | --------------- |
| Боралдайська селищна адміністрація | 908,20     | 21014                  | 18999                  | 28142                  | 35863                  | Боралдай               | 1               |
| Аксайський сільський округ         | 721,67     | 7686                   | 7424                   | 9990                   | 14852                  | Аксай                  | 3               |
| Аскара Токпанова сільський округ   | 50,03      | 4262                   | 4986                   | 9530                   | 18216                  | Аскар Токпанов         | 2               |
| Ащибулацький сільський округ       | 1634,47    | 9751                   | 12897                  | 20090                  | 42644                  | Мухаметжана Туймебаєва | 4               |
| Байкентський сільський округ       | 35,09      | 5152                   | 4705                   | 7307                   | 10550                  | Байкент                | 1               |
| Байсеркенський сільський округ     | 640,80     | 8433                   | 9899                   | 16960                  | 28807                  | Байсерке               | 3               |
| Караойський сільський округ        | 1069,37    | 6887                   | 7235                   | 9884                   | 17334                  | Караой                 | 3               |
| Куртинський сільський округ        | 2946,06    | 7040                   | 4906                   | 5892                   | 5798                   | Акші                   | 2               |
| Отеген-батира сільський округ      | 21,29      | 25907                  | 20935                  | 26986                  | 39000                  | Отеген-батира          | 3               |

## Найбільші населені пункти
Населені пункти з чисельністю населення понад 5000 осіб:
| №  | Населений пункт        | Населення, осіб (1989) | Населення, осіб (1999) | Населення, осіб (2009) | Населення, осіб (2021) |
| -- | ---------------------- | ---------------------- | ---------------------- | ---------------------- | ---------------------- |
| 1  | Боралдай               | 21 014                 | 18 999                 | 28 142                 | 35 863                 |
| 2  | Отеген-батира          | 16 663                 | 17 301                 | 20 163                 | 31 675                 |
| 3  | Байсерке               | 5 180                  | 8 673                  | 15 124                 | 26 338                 |
| 4  | Мухаметжана Туймебаєва | 4 519                  | 6 541                  | 10 312                 | 20 781                 |
| 5  | Аскар Токпанов         | 2 950                  | 3 481                  | 7 704                  | 14 499                 |
| 6  | Жапек-батира           | 3 548                  | 4 616                  | 7 238                  | 12 470                 |
| 7  | Байкент                | 5 152                  | 4 705                  | 7 307                  | 10 550                 |
| 8  | Аксай                  | 4 913                  | 4 625                  | 6 972                  | 9 753                  |
| 9  | Караой                 | 4 459                  | 4 454                  | 5 577                  | 9 420                  |
| 10 | Коккайнар              | 1 505                  | 1 740                  | 2 540                  | 8 330                  |
| 11 | Акші                   | 6 600                  | 4 662                  | 5 646                  | 5 650                  |
| 12 | Кенен Азірбаєв         | 3 677                  | 3 489                  | 6 532                  | 5 113                  |